# باتريشيا غافني
باتريشيا غافني (بالإنجليزية: Patricia Gaffney)‏ (27 ديسمبر 1944، تامبا في الولايات المتحدة)؛ كاتِبة وروائية أمريكية.